# William Henry Draper (Politiker, 1841)

William Henry Draper, 1911

William Henry Draper (* 24. Juni 1841 in Rochdale, Massachusetts; † 7. Dezember 1921 in Troy, New York) war ein US-amerikanischer Politiker. Zwischen 1901 und 1913 vertrat er den Bundesstaat New York im US-Repräsentantenhaus.

## Werdegang
William Henry Draper wurde ungefähr fünf Jahre vor dem Ausbruch des Mexikanisch-Amerikanischen Krieges in Rochdale im Worcester County geboren. Seine Familie zog dann 1847 nach Troy. Dort besuchte er bis 1856 öffentliche Schulen. Danach ging er kaufmännischen Geschäften nach. Er war zehn Jahre lang als Trustee der Village von Lansingburgh tätig. Zwischen 1896 und 1900 bekleidete er den Posten als Commissioner of Jurors im Rensselaer County. Politisch gehörte er der Republikanischen Partei an.
Bei den Kongresswahlen des Jahres 1900 für den 57. Kongress wurde Draper im 19. Wahlbezirk von New York in das US-Repräsentantenhaus in Washington, D.C. gewählt, wo er am 4. März 1901 die Nachfolge von Aaron Van Schaick Cochrane antrat. Im Jahr 1902 kandidierte er für den 22. Wahlbezirk von New York. Nach einer erfolgreichen Wahl trat er am 4. März 1903 die Nachfolge von Lucius Littauer an. Er wurde viermal wiedergewählt. Da er auf eine erneute Kandidatur im Jahr 1912 verzichtete, schied er nach dem 3. März 1913 aus dem Kongress aus.
Nach seiner Kongresszeit ging er der Herstellung von Tauwerk und Kordel nach. Während dieser Zeit war er Präsident von W.H. Draper & Sons. Er verstarb am 7. Dezember 1921 in Troy und wurde dann auf dem Oakwood Cemetery beigesetzt.